# Сирійська католицька церква
Сирі́йська като́лицька це́рква (араб. الكنيسة السريانية الكاثوليكية; сир. ܥܕܬܐ ܣܘܪܝܝܬܐ ܩܬܘܠܝܩܝܬܐ, трансліт. ʿĪṯo Suryayṯo Qaṯolīqayṯo; лат. Ecclesiae Syriae Catholicae), також відома як Сирі́йський католи́цький патріарха́т Антіо́хії — східно-католицький патріархат sui juris, який знаходиться в повному євхаристійному спілкуванні з Латинською церквою, так і з 22 іншими східно-католицькими церквами, утворюючи разом Католицьку церкву. Дотримується західно-сирійського обряду, який походить від стародавньої антіохійської літургії. Виникла шляхом возз'єднання частини Сирійської православної церкви з Римом.
Сирійська католицька церква веде свою історію з перших днів християнства. Після халкедонського розколу Антіохійська церква стала частиною східного православ'я і була відома як Сирійська православна церква, тоді як новий Антіохійський патріархат був створений для заповнення свого місця церквами, які прийняли Халкідонський Собор. Сирійська православна церква вступила в повне спілкування зі Святим Престолом, а сучасна Сирійська православна церква є результатом тих, хто не бажав приєднуватися до католицької церкви. Тому Сирійська католицька церква є продовженням первісної Антіохійської церкви.
Церкву очолює Мор Ігнатій Йосип III Юнан, який є патріархом з 2009 року. Антіохійський патріарх має титул Патріарха Антіохійського та всього Сходу сирійців і проживає в Бейруті, Ліван.
Місіонери-єзуїти та капуцини почали працювати серед сирійських православних в Алеппо в 1626 р. Так багато з них були прийняті до спілкування з Римом у 1662 р., коли патріархат став вакантним, і католицька партія змогла обрати свого власного Андрія Акіяна, як патріарха Сирійської церкви. Це спровокувало розкол громади, і після смерті Акіяна в 1677 р. було обрано двох протилежних патріархів, одним з яких був дядько іншої, що представляв дві партії (одна прокатолицька, друга антикатолицька). Але коли католицький патріарх помер у 1702 р., ця коротка лінія католицьких патріархів на Антіохійському престолі Сирійської церкви згасла разом з ним.
Пізніше, у 1782, Сирійський православний Священний Синод обрав митрополита Алеппо Михаїла Ярве патріархом. Незабаром після інтронізації він оголосив себе католиком у єдності з Папою Римським. Починаючи з Ярве, існувала безперервна спадкоємність сирійських католицьких патріархів.

## Історія

### Передхрестовий похід

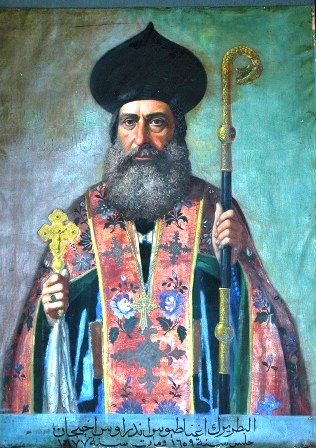
Патріарх Ігнатій Андрій Акіян.

Сирійська католицька церква заявляє про своє походження від Святого Петра до його від'їзду до Риму і сягає своїм корінням до витоків християнства на Сході; у Діях Апостолів нам кажуть, що саме в Антіохії послідовників Ісуса вперше називали «християнами» (Дії 11:26).
За часів перших Вселенських соборів Антіохійський патріарх виконував церковну владу над Єпархією Сходу, яка мала бути розширена від Середземного моря до Перської затоки. Його наукова місія обома мовами: грецькою та сирійською полягала у забезпеченні світу та Великої Церкви видатними святими, вченими, відлюдниками, мучениками та пасторами. Серед цих великих людей є святий Єфрем (373), доктор Церкви, і святий Яків Сарузький (521).

### Під час хрестових походів
Під час хрестових походів було багато прикладів теплих стосунків між католицькими та сирійськими православними єпископами. Деякі з цих єпископів виступали за унію з Римом, але жодного підштовхування до об'єднання не було, поки декрет про унію між сирійськими православними та Римом не був підписаний на Флорентійському соборі 30 вересня 1444 р. — але наслідки цього указу були швидко скасовані противниками цього в ієрархії Сирійської Церкви.

### Розкол із Сирійською православною церквою
Місіонери-єзуїти та капуцини, які євангелізували в Алеппо, змусили деяких місцевих сирійських православних вірних створити прокатолицький рух в рамках Сирійської православної церкви. У 1667 році Андрій Акіян, прихильник унії з Католицькою церквою, був обраний патріархом Сирійської православної церкви. Це спровокувало розкол у громаді, і після смерті Акіяна в 1677 році було обрано двох протилежних патріархів, причому прокатолицьким був дядько Андрія Акіяна. Однак, коли католицький патріарх помер у 1702 році, османський уряд підтримав агітацію сирійського православ'я проти сирійських католиків, і протягом XVIII століття сирійські католики зазнавали страждань і великих переслідувань. Через це були тривалі періоди, коли жоден сирійський католицький єпископ не функціонував, тому патріарх не міг бути обраний, і громада була змушена повністю піти в підпілля. Однак у 1782 році Сирійський православний священний синод обрав митрополита Алеппо Михайла Ярве патріархом. Незабаром після його престолу він оголосив себе католиком і в єдності з Папою Римським. Після цієї декларації Ярве знайшов притулок у Лівані та побудував досі діючий монастир Богоматері в Шарфе, і цим актом став патріархом Сирійської католицької церкви. Починаючи з Ярве, існує безперервна спадкоємність сирійських католицьких патріархів, яка відома як Лінія Ігнатія.

### Після розколу до нового часу
У 1829 р. османський уряд надав юридичне визнання Вірменській католицькій церкві, а в 1845 р. Сирійська католицька церква також отримала власну громадянську емансипацію. Тим часом резиденція Патріарха була перенесена в Алеппо в 1831 році. Однак після різанини Алеппо в 1850 році Патріарший Престол був перенесений в Мардін в 1854 році.
Після офіційного визнання османським урядом в 1845 р. Сирійська католицька церква швидко розширювалася. Однак розширення було закінчено переслідуваннями та різанинами, які відбулися під час асирійського геноциду Першої світової війни. Після цього Сирійсько-Католицький Патріарший Престол був перенесений у Бейрут подалі від Мардіна, куди багато османських християн втекли від Геноциду. На додаток до свого замку в Бейруті, Патріарша семінарія та друкарня знаходяться в монастирі Шарфе в Шарфе, Ліван.

## Організація

### Лідерство

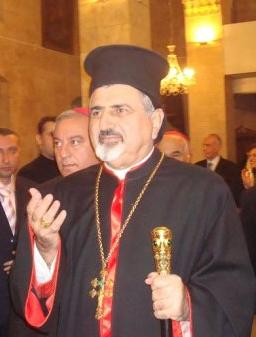
Ігнатій Йосип III Юнан, нинішній патріарх

Станом на 2013 рік Антіохійським патріархом був Моран Мор Ігнатій Йосип III Юнан, який проживав у Бейруті, Ліван. Сирійський католицький патріарх завжди бере на додаток до іншого імені ім’я «Ігнат».
У сучасній історії лідерами Сирійської католицької церкви були: патріарх Михайло III Ярве, архиєпископ Клеменс Дауд, патріарх Ефрем Рахмані, Вікомт де Тарразі, монсеньор Ісак Армале, Ігнатій Габріель І Таппуні, хорбіскоп Габріель Хурі-Саркіс, Ігнатій Антоній II Ігнатій Мойсей I Дауд, Ігнатій Петро VIII Абдалахад та Ігнатій Йосип III Йонан. До видатних сирійських святих, вчених, відлюдників, мучеників і пасторів з 1100 р. Також належать Діонісій Бар Салібі (1171), Григорій X Бар Гебрей (1286) і нещодавно єпископ Мор Флавіан Майкл Малке.
Керівництво Сирійської церкви створило різноманітні наукові праці на різні теми. Наприклад, патріарх Ефрем Рахмані отримав широку похвалу за свою роботу на сирійській мові і відповідає за те, що Папа Римський Бенедикт XV визнав святого Єфрема доктором Католицької церкви. Так само Патріарх Ігнатій Бехнам II Бені відомий тим, що благав східне богослов'я захищати Першість Риму.
Патріарх Антіохійський та всього Сходу сирійців очолює Патріаршу єпархію Бейруту і духовно очолює всю сирійську католицьку громаду по всьому світу.
Спільнота включає дві архиєпархії в Іраці, чотири в Сирії, одну в Єгипті та Судані, Патріарший вікаріат в Ізраїлі, Патріарший вікаріат у Туреччині та Єпархію Богоматері Визволення в США та Канаді.

### Поточна юрисдикція
Сирійська католицька церква була офіційно об’єднана з Римським Святим Престолом у 1781 році.
Близькосхідні діоцезальні юрисдикції
- Сирійський католицький патріарх Антіохії[en]
  - Сирійсько-католицька патріархальна єпархія Бейруту[en], Ліван
- Митрополитна сирійська католицька архиєпархія Дамаска[en], Сирія (without suffragan)
- Митрополитна Сирійська католицька архиєпархія Хомса[en], Сирія (without suffragan; titular sees of Hama and Nabk are united with it)
- Сирійська католицька архиєпархія Алеппо[en], Сирія
- Сирійська католицька архиєпархія Хасаке-Нісібі[en], Сирія
- Сирійська католицька архиєпархія Моссула[en], Ірак
- Сирійська католицька архиєпархія Багдада[en], Ірак
- Сирійська католицька архиєпархія Хадіаб-Ербіль, Ірак
- Сирійська католицька єпархія в Каїрі[en], Єгипет

Місіонерські юрисдикції Старого Світу
- Сирійський католицький патріарший екзархат Басри, Іраку та Перської затоки[en]
- Сирійський католицький патріарший екзархат Єрусалиму[en] (Палестина та Йорданія)
- Сирійський католицький патріарший екзархат Туреччини[en]
- Сирійсько-католицька патріархальна залежність Судану та Південного Судану[en] (раніше "Судану")

Діаспора
- Сирійська католицька єпархія Богоматері Визволення Ньюарка, штат Нью-Джерсі[en] в США, яка має 11 парафій.
- Сирійський католицький апостольський екзархат для Канади[en] (6 parishes)
- Сирійський католицький апостольський екзархат для Венесуели[en]

Станом на 2010 рік, за оцінками, Церква налічувала 159 000 вірних, 10 єпископів, 85 парафій, 106 світських священиків, 12 священиків-релігійних орденів, 102 чоловіків та жінок в релігійних орденах, 11 постійних дияконів та 31 семінаристів.

## Літургія
Західно-сирійський обряд сягає корінням у давню традицію обох церков Єрусалиму та Антіохії, має зв’язки із давньоєврейською Беракою і зазвичай називається західно-сирійським обрядом.
Сирійська католицька церква дотримується традицій, подібних до інших східно-католицьких церков, які використовують західно-сирійський обряд, таких як мароніти та християни Сиро-Маланкари. Цей обряд чітко відрізняється від грецького візантійського обряду Антіохії католиків-мелкітів та їх православних братів. Сирійські католицькі священики традиційно були пов’язані з безшлюбністю сирійським католицьким місцевим синодом в Шарфе в 1888 році, але зараз існує низка одружених священиків.
Літургія Сирійської католицької церкви дуже схожа до їх православних братів

### Літургічна атрибутика

#### Рипіда

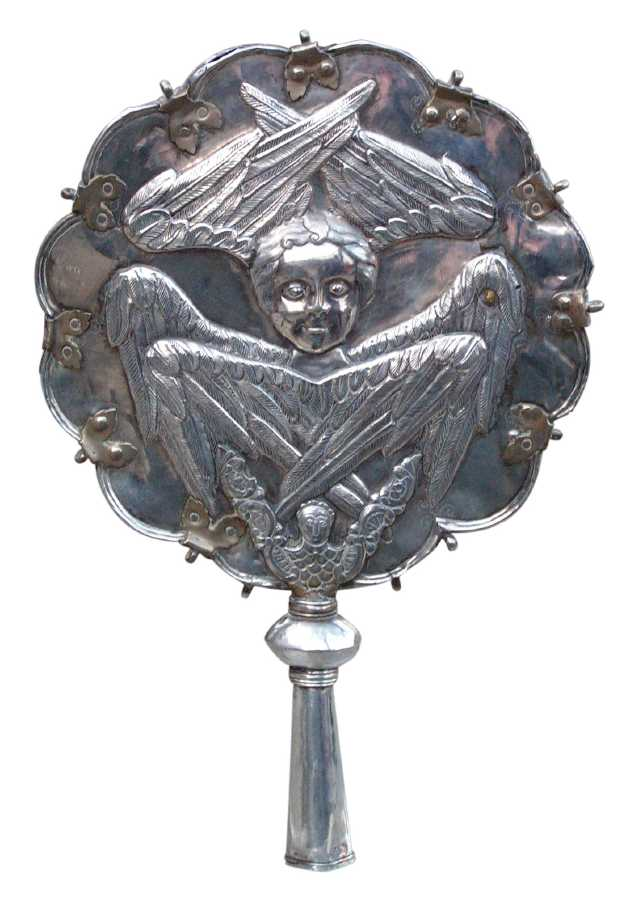
Сирійська католицька репіда схожа на цей, але з дзвіночками по краях

Сирійська католицька церква використовує віяла з дзвонами на них та гравірованими серафимами під час Курбоно. Зазвичай хтось із незначних орденів струшував цих шанувальників за єпископом, щоб символізувати Серафимів. Вони також використовуються під час освячення, коли двоє чоловіків струшували їх над вівтарем під час моментів в епклезісі та словах установи, коли священик каже "взяв і зламав" і "це моє тіло / кров".

#### Кадило
Кадило Сирійської католицької церкви складається з 9 дзвонів, що представляють 9 рівнів ангелів.

### Літургія годин
Літургія годин точно така ж, як у сирійських православних. Існує дві версії цього Phenqitho і Shhimo. Перший - це більш складна 7-томна версія. Тоді як остання є простою версією.

### Літургійний рейтинг
Так само рейтинг кліриків у Сирійській Церкві надзвичайно схожий на рейтинг Сирійської православної церкви. Найбільш помітними відмінностями є:
- Не всі священики безшлюбних братів приймають чернечі обіти. У Сирійській православній церкві всі священики-целібати є ченцями.
- У Сирійській католицькій церкві існує суттєва різниця між основними орденами та меншими:
- Чоловік вистригається, як тільки отримує свій перший незначний орден Мзамроно (Кантор).

#### Основні ордени
- Єпископ
- Кано (Священик)
- Мшамшоно (диякон)

#### Незначні ордени
- Афудякно (іподиякон)
- Куройо (Лектор)
- Мзамроно (Кантор)

### Мови
Літургійна мова Сирійської католицької церкви, сирійська, є діалектом арамейської мови. Qurbono Qadisho (буквально: Свята Меса або Свята жертва / Жертва) Сирійської Церкви використовує різноманітні анафори, причому Анафора 12 апостолів є основною, що використовується в Літургії св. Якова Справедливого.
Їхня давня семітська мова відома як арамейська (або "сирійська" за часів Христа, оскільки більшість людей, які розмовляли цією мовою, належали до провінції "Сирія"). Це мова, якою говорив Ісус, Марія та апостоли. Багато старовинних гімнів церкви досі зберігаються цією рідною мовою, хоча деякі з них перекладено арабською, англійською, французькою та іншими мовами.
Сирійською мовою все ще говорять у кількох громадах на сході Сирії та півночі Іраку, але для більшості арабська мова є простою мовою.

## Мученики
Протягом історії Сирійської церкви було багато мучеників. Недавній приклад - Флавіан Майкл Малке під час асирійського геноциду 1915 року.

### Сирійські католики в Іраці
31 жовтня 2010 року 58 іракських сирійських католиків були вбиті мусульманськими екстремістами під час недільної божественної літургії, ще 78 поранено. Напад Ісламської держави Ірак на громаду Сирійської католицької церкви Богоматері Визволення став найкривавішим одиничним нападом на іракську християнську церкву в новітній історії.
Двоє священиків, отці Саад Абдалла Таїр та Васім Табі, були вбиті. Ще один, отець Катін, був важко поранений, але одужав.